# Courcelles-sur-Vesle
Courcelles-sur-Vesles – miejscowość i gmina we Francji, w regionie Hauts-de-France, w departamencie Aisne.
Według danych na styczeń 2014 roku gminę zamieszkiwało 358 osób, a gęstość zaludnienia wynosiła 40,6 osób/km².